# DeepDyve
DeepDyve è un sito e una base di conoscenza commerciale in lingua inglese che offre accesso a una varietà di riviste accademiche sottoposte a revisione paritaria. Gli utenti non iscritti possono liberamente consultare anche l'anteprima della pagina iniziale, oltre all'abstract degli articoli.  

## Finalità
Nel 2012, uno dei fondatori della società che gestisce il sito ha dichiarato che esso aveva la finalità di dare un accesso economico ed economicamente sostenibile alla conoscenza scientifico anche a personale non affiliate con le istituzioni accademiche quali sono invece studenti, professori, ricercatori e personale amministrativo.

## Contenuto
Springer-Nature, Oxford University Press, Wiley-Blackwell e l'IEEE sono alcune delle case editrici e dei centri di ricerca che su DeepDyve forniscono accesso ad una parte delle proprie pubblicazioni. Nel 2020, Elsevier ha deciso di non rinnovare l'accordo col sito, eliminando dal catalogo le sue 750 riviste che sono rimaste accessibili fino al 22 aprile.
Deepyve copre complessivamente 280 soggetti tematici, suddivisi nelle seguenti macroaeree principali:
- agricoltura e scienze biologiche
- arte e discipline umanistiche
- chimica, genetica e biologia molecolare
- Business, Management and Accounting
- ingegneria chimica
- chimica
- scienze informatiche
- teoria decisionale
- odontoiatria
- scienze della Terra
- economia, econometria e finanza
- energia
- ingegneria
- scienze ambientali
- professioni della salute
- immunologia e microbiologia
- scienze dei materiali
- matematica
- medicina
- multidisciplinarità
- assistenza infermieristica
- farmacologia, tossicologia e farmaceutica
- fisica e astronomia
- psicologia
- scienze sociali
- veterinaria.

Al 21 agosto 2020, DeepDye dichiara di possedere più di 18 milioni di articoli fruibili in modalità full-textche provengono da 15.000 riviste scientifiche e da 150 editori partner del sito, fra editori, associazioni, centri di ricerca e marchi editoriali della medesima casa (es. Springer e-Books e Springer Journals).

## Accessibilità
Nel caso di alcuni periodici, il sito fornisce accesso all'intero archivio storico ovvero a una selezione di articoli consultabili gratuitamente in modalità testo integrale. 
I contenuti sono visualizzati come immagini. Gli utenti iscritti possono attivare un profilo che prevede funzionalità più avanzate, al prezzo di abbonamento mensile con due settimane di prova gratuita.